# فیزیک دیجیتال

برای مشاهدهٔ تصویر متحرک بر روی تصویر کلیک کنید.

برای مشاهدهٔ تصویر متحرک بر روی تصویر کلیک کنید.

فیزیک دیجیتال (به انگلیسی: digital physics) بر اساس یک فرض منطقی است که می‌گوید کل تاریخ کائنات محاسبه‌پذیر است؛ به این معنا که خروجی (احتمالاً کوچک) یک برنامهٔ رایانه‌ای است.
این نظریه معتقد است که عالم یا حقیقت به صورت یک یا بیش از یکی از فرض‌های زیر است:
- صرفاً یک رایانه
- یک اجرای رایانه‌ای (یک حقیقت شبیه‌سازی شده)
- به‌طور ذاتی دیجیتال
- به‌طور ذاتی اطلاعاتی (گرچه هر اطلاعات هستی‌شناسی الزاماً دیجیتال نیست) می‌باشد.

## تاریخچه
این فرضیه برای اولین بار در کتاب محاسبهٔ فضایی اثر کنراد تسوزه مطرح شد. طرفداران آن ادوارد فردکین، استیون ولفرم، یورگن اسمچ‌هیوب و جرالد هوف (برندهٔ جایزهٔ نوبل) می‌باشند. آن‌ها اعتقاد دارند طبیعت ذاتی احتمالی مکانیک کوانتومی با مفهوم محاسبه‌پذیری ناسازگار نیست. نسخهٔ کوانتومی فیزیک دیجیتال در سال ۲۰۰۶ توسط ست لوید پیشنهاد شده‌است.

## مبانی محاسبه‌پذیری

### ماشین تورینگ
علوم رایانه‌ای نظری بر مبنای ایده‌های ماشین تورینگ پایه‌گذاری شده‌است؛ ماشینی فرضی که توسط آلن تورینگ در سال ۱۹۳۶ شرح داده شد. اگرچه آن‌ها از لحاظ مکانیکی ساده هستند، اما به نظر می‌رسد، همان‌طور که از تز چرچ-تورینگ برمی‌آید، ماشین‌های تورینگ به اندازهٔ کافی برای حل هر مسئلهٔ منطقی، توانمند هستند. (برای تئوری کارهای علوم رایانه توان، توانایی حل مسئله در حالت کلی است بدون در نظر گرفتن سرعت حل مسئله) ماشین تورینگ در نهایت یک سقف عملی و کاربردی برای توان‌های محاسباتی است و از احتمال‌های فرضی که با ابررایانه‌ها بیان می‌شود، جدا است.
اصل هم‌ارزی محاسباتی، همان‌طور که استفن ولفرم آن را نامگذاری کرده‌است، یک انگیزه و محرک قدرتمند در روش دیجیتال است. اگر درست باشد، به این معناست که هر چیزی می‌تواند به وسیله ماشین یکسانی محاسبه شود، و بنابراین به وسیلهٔ یک ماشین ذاتاً ساده، می‌توان نیازهای سنتی در فیزیک را به منظور یافتن قوانین سادهٔ اصولی و سازوکارها تکمیل کرد.
فیزیک دیجیتال قابل تکذیب است: ردهٔ رایانه‌های کم‌توان‌تر نمی‌توانند رده رایانه‌های با توان بیشتر را شبیه‌سازی کنند؛ بنابراین، اگر کائنات ما شبیه‌سازی شده باشد، یک کامپیوتر دست کم به قدرت ماشین تورینگ استفاده شده‌است. اگر ما یک ابررایانه بیابیم یا بسازیم که بتواند عالم را شبیه‌سازی کند؛ از سوی دیگر ما نمی‌توانیم با یک ماشین تورینگ شبیه‌سازی شده باشیم.

### تز چرچ-تورینگ
متعادل‌ترین نسخه از تز چرچ-تورینگ مدعی آن است که هیچ کامپیوتری با توانمندی ماشین تورینگ نمی‌تواند حتی با دادن زمان کافی هر چیزی را که بشر می‌تواند محاسبه کند، به دست آورد. نسخهٔ قوی‌تر ادعا می‌کند که یک ماشین تورینگ جهانی به هیچ وجه نمی‌تواند چیزی را محاسبه کند به این مفهوم که امکان ساختن یک ابررایانه (یک ابر رایانهٔ تورینگ) وجود ندارد. اما مرزها و حدهای محاسبات کاربردی با فیزیک تحمیل می‌شود و نه با علوم رایانهٔ نظری:
«تورینگ نشان نداد که ماشین‌های او می‌توانند هر مسئله‌ای را که قابل حل باشد، حل کنند»، با آموزش‌ها، قوانین وضع شدهٔ مشخص، یا پردازش‌ها، همچنین او ثابت نکرد که ماشین تورینگ جهانی «می‌تواند هر تابعی را محاسبه کند که هر کامپیوتر بدون در نظر گرفتن ساختارش بتواند آن را محاسبه کند.» او ثابت کرد که ماشین جامع جهانی‌اش می‌تواند هر تابعی را که توسط ماشین تورینگ قابل محاسبه‌است، محاسبه کند؛ و او یک استدلال فلسفی پیشرفته برای حفظ آن قرار داد. این قضیه، قضیهٔ تورینگ نامیده شد.
اما قضیه به حد روش‌های مؤثری بستگی دارد (که می‌توان گفت، بستگی داشتن به حد پردازش‌های یک فرمان معین که بشر توانایی اجرا کردن آن را به‌طور ماشینی دارد) که هیچ دلالتی به بستگی حد پردازش‌هایی که ماشین‌ها توانایی اجرا کردنش را دارند، ندارد؛ حتی ماشین‌هایی که طبق «قوانین وضع شدهٔ مشخص» عمل می‌کنند. در این بین وجود ماشینی با عملکردهای اتمی شاید آن‌هایی باشد که هیچ انسانی به وسیلهٔ ماشین آلات و با کمک هر چیز دیگری نتواند با آن عمل کند.
از سوی دیگر، اگر دو گمان زیر اضافه شود، به این ترتیب که:
1. ابر محاسبه همیشه بی‌نهایت‌های واقعی را دربردارد.
2. بی‌نهایت واقعی در فیزیک وجود ندارد.

نتیجه، اصل ترکیب شده‌ای است که منجر به محاسبهٔ کاربردی با حدود تورینگ می‌شود.
همان‌طور که دیوید دویچ آن را شرح می‌دهد:
من حالا می‌توانم نسخهٔ فیزیکی اصل چرچ-تورینگ را بیان کنم: «هر سیستم فیزیکی قابل درک محدود می‌تواند به‌طور کامل به وسیلهٔ مدل جامع یک ماشین محاسبه که با وسایل محدود به کار گرفته می‌شوند، شبیه‌سازی شود.» این جمع‌بندی تعریف بهتر و فیزیکی تری نسبت به شرح خود تورینگ است.
این حدس ترکیبی گاهی اوقات «تز چرچ-تورینگ قوی» یا «اصل چرچ-تورینگ-دویچ» نامیده می‌شود.

## فیزیک دیجیتال

### بازبینی
نظریهٔ فیزیک دیجیتال این است که برنامه‌ای برای رایانه‌های جهانی وجود دارد که دینامیک تکاملی جهان ما را محاسبه می‌کند. برای مثال، رایانه می‌تواند، یک بافت ماشینی عظیم باشد، همان‌طور که کنراد تسوزه در ۱۹۶۷ پیشنهاد کرد؛ یا یک ماشین تورینگ جامع همان‌طور که اسمید هیوبر در ۱۹۷۷ بیان کرد، او کسی است که به وجود یک برنامهٔ خیلی کوچک اعتقاد دارد که همهٔ عالم‌های محاسبه پذیر ممکن را در مسیر مطلوبی محاسبه می‌کند.
برخی تلاش می‌کنند ذرات فیزیکی مجرد را با بیت‌های ساده بشناسند. برای مثال اگر یک ذره، مثلاً یک الکترون، از یک حالت کوانتومی به حالت دیگری می‌رود، ممکن است با این حالت که یک بیت از یک مقدار (۱) به مقدار دیگر (۰) تغییر کند، یکی باشد. هیچ چیز بیشتری برای توضیح یک انتقال کوانتومی مجرد برای یک ذرهٔ موجود با یک تک بیت نیاز نیست؛ و اگر کائنات از ذرات بنیادی ساخته شده باشد و رفتارشان را بتوان به‌طور کامل با انتقال‌های کوانتومی که بر طبق آن عمل می‌کنند توضیح داد، به معنی آن است که کل کائنات می‌تواند با بیت‌ها توضیح داده شود. هر حالت اطلاعات است و هر تغییر یک تغییر در اطلاعات است (۱ یا یک عدد از جابجایی‌های بیت). عالم شناخته شده می‌تواند، به عنوان نتیجه، با یک رایانه که توانایی ذخیره کردن حدوداً ۱۰۹۰ بیت و جابجایی‌های آن را دارد، شبیه‌سازی شده باشد، یک شبیه‌سازی خیلی خوب. آیا به این صورت می‌تواند باشد؛ پس ابرمحاسبه باید غیرممکن باشد.
گرانش کوآنتومی حلقه‌ای می‌تواند پشتیبانی برای فیزیک دیجیتال به‌شمار بیاید، که در آن فضا کوانتیده در نظر گرفته شده‌است.

### آن از بیت
فیزیکدان جان آرچی‌بالد ویلر نوشته‌است: «غیر منطقی نیست که تصور کنیم اطلاعات در مرکز فیزیک نشسته‌است، همان‌طور که در مرکز یک رایانه.»
دیوید چالمرز دیدگاه‌هایش را این‌طور خلاصه می‌کند:
«ویلر (۱۹۹۰) پیشنهاد کرده‌است که اطلاعات مبنا برای فیزیک کیهان است، بر اساس این عقیده «آن از بیت» (به انگلیسی، "it from bit")، قوانین فیزیک می‌تواند در قالب اطلاعات درآید، فرض کردن حالت‌های مختلف که باعث ایجاد اثرات مختلف می‌شود بدون این که گفته شود کدام حالت‌ها هستند. فقط موقعیتشان در یک فضای اطلاعات است که شمارش می‌شود. اگر این‌طور باشد، پس اطلاعات یک کاندیدای طبیعی برای ایفای نقش در نظریهٔ بنیادی هوشیاری نیز است. ما به مفهومی از جهان برمی‌خوریم که در آن اطلاعات به‌طور قطع پایه محسوب می‌شود؛ و در آن دو جنبهٔ اصلی وجود دارد، رابطه داشتن با مشخصه‌های فیزیکی و پدیده‌ای یک عالم.»

### دیجیتال علیه فیزیک اطلاعاتی
لی اسمولین در بارهٔ اطلاعات و محاسبات این گونه می‌گوید:
«به عنوان یک فیزیکدان نظری، نگرانی اصلی من فضا، زمان و کیهان‌شناسی است. استعاره از اطلاعات و محاسبات جذاب است. تعدادی از مردم در فیزیک دربارهٔ این که آنچه واقعاً پشت فیزیک است، اطلاعات و محاسبات است؛ شروع به صحبت کرده‌اند. عده‌ای خیلی طبیعی دانستند گفتن این را که همه چیز مثل هیچ اتفاقی که در عالم نمی‌افتد، محاسبات است، و همهٔ فیزیک می‌تواند در عبارت اطلاعات فهمیده شود. گروه دیگری از فیزیکدان‌ها هیچ ایده‌ای در این زمینه ندارند، و گروه سوم (که من در میان آنها هستم) می‌گویند ما هیچ ایده‌ای از آنچه شما می‌گویید نداریم، اما دلایلی داریم که می‌گوید چرا ممکن است خوب باشد، اگر ما فیزیک را در عبارتی از اطلاعات مورد استفاده قرار دهیم.»
همهٔ رویکردهای اطلاعاتی در فیزیک (یا هستی‌شناسی) الزاماً دیجیتال نیستند. براساس لوسیانو فلوریدی، واقع‌بینی ساختاری اطلاعاتی نسخه‌ای از واقع‌بینی ساختاری است که از الزام‌های هستی‌شناسی به دیدگاهی از عالم که به‌طور کلی اشیای اطلاعاتی است، پشتیبانی می‌کند که به‌طور دینامیکی با یک دیگر اندرکنش دارند. این اشیای اطلاعاتی به عنوان نتایج اجباری شناخته می‌شوند. هستی‌شناسی دیجیتال و pancomputationalism نیز همچنین موقعیت‌های مستقلی دارند.
ویلر به‌طور عالی اولی را تأیید می‌کند اما آخری را (حداقل به‌طور صریح) تأیید نمی‌کند. او این چنین نوشت (ویلر ۱۹۹۰):

 «آن از بیت. به عبارت دیگر، هر «آن» —هر ذره، هر میدان نیرو، حتی خود زنجیرهٔ فضا-زمان—توابعش، مفهومش و کلیت وجودی‌اش را—حتی اگر در بعضی موارد به‌طور غیر مستقیم—از پاسخ‌های ماشین استنباطی به سوال‌های بله-خیری، انتخاب‌های دودویی و بیت‌ها به دست میاورد. «آن از بیت» حاکی از این ایده است که پایه هر موردی در دنیای فیزیکی (در بیشتر موارد، پایه بسیار بنیادی) یک منبع غیرمادی و تفسیری غیرمادی دارد؛ آن چیزی را که ما حقیقت می‌نامیم برخاسته از آخرین آنالیز وضع سوال‌های بله-خیری است و ثبت پاسخها به سوال‌های وضع شده. به‌طور خلاصه، مبدأِ همهٔ چیزهای فیزیکی منطبق بر نظریه اطلاعات است و این یک جهان مشارکتی است.»
از سوی دیگر افرادی که روی pancomputationalism کار می‌کنند، مانند لوید (۲۰۰۶)، که عالم را نه دیجیتال بلکه به عنوان رایانهٔ کوانتومی توضیح می‌دهد، هنوز می‌توانند یک هستی‌شناسی متشابه یا پیوندی را در دست داشته باشند؛ و هستی‌شناسان اطلاعاتی مثل سِیر و فلوریدی نباید هیچ‌یک از این دو هستی‌شناسی دیجیتال یا موقعیت pancomputationalism را بپذیرند.

## نقد
منتقدان (که شامل بسیاری از حرفه‌ای‌های مکانیک کوانتومی می‌شوند) در شماری از روش‌ها مخالف فیزیک دیجیتال هستند.

### تقارن‌های پیوسته
یک ایراد این است که مدل‌های فیزیک دیجیتال با وجود تقارن‌های پیوسته نظیر تقارن دورانی، تقارن انتقالی، تقارن لورنتس، تقارن الکتروضعیف و بسیاری دیگر ناسازگار است. طرفداران فیزیک دیجیتال، به هر ترتیب، مفهوم پیوستگی را خیلی نپذیرفتند، و ادعا کردند که نظریه‌های هیجان انگیز پیوسته تنها تقریبی از یک نظریه گسستگی درست هستند. (طول پلانک، به عنوان حداقل واحد طول، پیشنهاد می‌کند که فضا در برخی مقیاس‌ها کوانتیده شده‌است)

### موضعیت
برخی بحث می‌کنند بر سر این که مدل‌های فیزیک دیجیتال فرض‌های متعددی از فیزیک کوانتوم را نقض می‌کند. برای مثال اگر این مدل‌ها بر اساس فضای هیلبرت یا احتمالات نباشد، بنابراین به دسته نظریه‌هایی تعلق دارند که با متغیرهای پنهان محلی هستند و این که برخی فکر می‌کنند این نظریه‌ها با توجه به قضیه بل از لحاظ آزمایشگاهی غیر محتمل می‌باشند. این نقد دو جواب ممکن دارد. اول، هیچ مفهومی از محلی بودن در مدل دیجیتال الزاماً نباید به فرمول بندی محلی در روش معمول ناشی از فضازمان، مربوط باشد. یک مثال عینی در این زمینه اخیراً توسط لی اسمولین داده شده‌است. امکان دیگر راه گریز شناخته شده در قضیهٔ بل است، تحت عنوان predeterminism. در یک مدل کاملاً قطعی نتیجهٔ آزمایشگر به منظور اندازه‌گیری مؤلفه‌های معینی از اسپین‌ها از پیش تعیین شده‌است (predeterminism). بنابراین این فرض که آزمایشگر می‌توانسته برای اندازه‌گیری مؤلفه‌های مختلف اسپین تصمیم بگیرد، از آنچه او واقعاً انجام داده، درست نیست.

### اعداد حقیقی
می‌تواند قابل بحث باشد این که هر نظریهٔ فیزیکی که شامل اعداد حقیقی باشد (و اکثریت نظریه‌ها در لحظهٔ نوشتن همین‌طور هستند) مشکلاتی را ایجاد می‌کند. فیزیک شناخته شده بر اساس محاسبه پذیری نگاه داشته شده، اما این حکم در روش‌های مختلف نیاز به اصلاح دارد. یک عدد (به‌طور خاص فکر کردن در مورد یک عدد حقیقی، با تعداد بی‌نهایتی از ارقام) محاسبه‌پذیر خوانده می‌شود اگر یک ماشین تورینگ کار با ارقام را دائماً ادامه دهد. به بیان دیگر، هیچ سؤالی برای به رسیدن به «رقم پایانی» نیست. اما این با ایدهٔ فیزیک شبیه‌سازی شده در زمان حقیقی (یا هر مدل قابل پذیرش از زمان) ناخوشایند به نظر می‌رسد. قوانین فیزیکی شناخته شده (شامل آن‌هایی که در مکانیک کوانتومی هستند) خیلی خوب با اعداد حقیقی و پیوستگی وصل شده‌اند.
«بیان محاسبه پذیری به‌طور بسیار ساده، پایه و اساسی از حالت‌ها ندارد و حالت مسیر فضا را تعیین می‌کند، و کافیست آن‌ها یک توصیف ریاضیاتی از سیستم‌های طبیعی را ترسیم کنند؛ بنابراین از دیدگاه توصیف ریاضیاتی قطعی، این قضیه که همه چیز یک سیستم محاسبه پذیر است، در این مفهوم دوم نمی‌تواند حمایت شود.»
علاوه بر این، به نظر می‌رسد عالم بتواند روی مقادیرشان در پایه‌های لحظه به لحظه تصمیم بگیرد. ریچارد فاینمن این‌طور بیان داشته‌است:
«این همیشه من را آزار می‌داده‌است که، بر اساس قوانینی که ما امروز می‌شناسیم، یک ماشین محاسبه، تعداد بی‌شماری از عملیات‌های منطقی را طلب می‌کند تا نشان دهد چه می‌گذرد در حالی که مسئله این نیست که ناحیهٔ فضا چقدر کوچک است و مسئله این نیست که ناحیهٔ زمان چقدر کوچک است. چطور می‌تواند همهٔ این‌ها در آن ناحیهٔ کوچک رخ دهد؟ چرا باید آن مقدار بی‌شماری از منطق را طلب کند تا نشان دهد در یک تکهٔ کوچک فضا یا زمان چه رخ داده‌است؟»
به هر حال او این چنین ادامه می‌دهد:
«بنابراین من اغلب فرض‌هایی ساخته‌ام که فیزیک نهایی نیازی به حکم ریاضی نخواهد داشت، و در نهایت ماشین‌آلات آشکار خواهند شد، و قوانین تبدیل به حالت ساده خواهند شد، مانند صفحهٔ شطرنج با همهٔ پیچیدگی‌های آشکارش. اما این تفکر با تفکری که بقیهٔ مردم می‌سازند از یک طبیعت است («من آن را دوست دارم»، «من آن را دوست ندارم»)، و این خوب نیست که این چیزها پیش داوری بشوند.»

### محاسبه و سازوکار
این هم می‌تواند قابل بحث باشد که تنها سیستم‌های خاص مساعد معینی رایانه هستند، بنابراین کل کائنات نمی‌تواند رایانه باشد. برای مثال، گوالتیرو پیکسینینی (کسی که pancomputationalism را در تز دکترایش معرفی کرد)، خارج از روش‌های متنوع در تعریف یک رایانه، بحث می‌کند که آن‌هایی که به‌طور کافی غنی و خاص برای ساختن نظریهٔ محاسبه پذیری ذهن از ورای نظریهٔ ذاتی و متکی به خود هستند، برای به کار بستن به هر سیستمی خیلی خاص محسوب می‌شوند.

## تناوب‌های پیوسته
با توجه به انتقادهای فوق، یک چاره در حکم ماشین پیوسته‌است، مانند یک فضازمان خلاء اینشتین، خواه پدیده قابل قیاس با "glider"ها باشد و "glider gun"‌ها وجود داشته باشد. قابل نشان دادن است که نمایش توپولوژیک شبه‌زمان که با هر انحنای شبه‌زمان بسته متحد می‌شود؛ در رفتاری شبیه glider انتشار می‌یابد. در هر صورت یک glider gun به تغییرات توپولوژیک احتیاج دارد، که ضمناً تحت فرض‌های معینی خلق تکینگی مکانیکی را با یک قضیه از Tipler، می‌فهماند. هر چند، این قضیه در فضازمان با یک انحنای شبه‌زمان بسته در هر نقطه به کار برده نمی‌شود.